# 残照 (映画)
『残照』（ざんしょう）は1978年（昭和53年）4月29日に公開された日本映画。製作は東宝映画。配給は東宝。カラー。上映時間は93分。

## 概要
不治の病に冒された青年が、残された時間の中で精一杯生きていく姿を、白鳥の旅立ちと死にゆく若者の姿を重ねて描く。大宅壮一の長男、大宅歩の実話を基に映画化した作品。

## スタッフ
以下のスタッフ名は東宝に従った。
- 製作：河崎義祐、馬場和夫
- 監督：河崎義祐
- 企画協力：中山和記
- 原作：大宅歩
- 脚本：勝目貴久、中岡京平
- 撮影：福沢康道
- 美術：樋口幸男
- 録音：増尾鼎
- 照明：平野清久
- 編集：小川信夫
- 助監督：井上英之
- 製作担当者：橋本利明
- 音楽：槌田靖識

## キャスト
以下の役名と出演者名は東宝に従った。
- 遠野翔：三浦友和
- 久美子：原田美枝子
- 遠野光子：五十嵐めぐみ
- ケン：下条アトム
- 遠野進吾：小林桂樹
- 遠野久子：司葉子
- 遠野めぐみ：神保美喜
- 遠野努：田鍋友啓
- ケンの父：今福正雄
- ケンの母：川上夏代
- 石沢医師：芦田伸介
- 西田：速水亮
- 小松：重田尚彦
- アケミ：赤座美代子
- 江藤：綿引洪
- 森口：新井康弘
- マコ：平山順子
- 木戸：笠井一彦
- 白鳥おじさん：吉川繁男

## 同時上映
『愛の嵐の中で』
- 東宝・サンミュージック提携作品。監督：小谷承靖。主演：桜田淳子、篠田三郎。